# Istmo de Perekop
El istmo de Perekop (en ruso: Перекопский перешеек; en ucraniano: Перекопський перешийок; y, en tártaro de Crimea: Or boynu) es un franja de tierra ubicada entre Oblast de Jerson de Ucrania y la península de Crimea que une esta con el resto del continente europeo, a la vez que separa el mar de Sivash del mar Negro. Su anchura oscila entre los cinco y los siete kilómetros. Además, a través del istmo pasa el canal de Crimea del Norte.
Debido a su importancia estratégica, el istmo ha sido históricamente escenario de duros combates por la conquista de Crimea. Para su defensa, ya en tiempos antiguos, griegos y tártaros construyeron una fortaleza, y hasta el siglo XV fue una importante colonia genovesa. A partir de 1783, el istmo perteneció a la Rusia imperial y en 1954, junto con la propia península, pasó a formar parte de la RSS de Ucrania.